# Thelypteris nubigena
Thelypteris nubigena är en kärrbräkenväxtart som beskrevs av Alan Reid Smith. Thelypteris nubigena ingår i släktet Thelypteris och familjen Thelypteridaceae. Inga underarter finns listade.